# Colección Museográfica de Arte e Historia de Gilena
La Colección Museográfica de Gilena está situada en el municipio de Gilena, en la provincia de Sevilla (España).

## Introducción

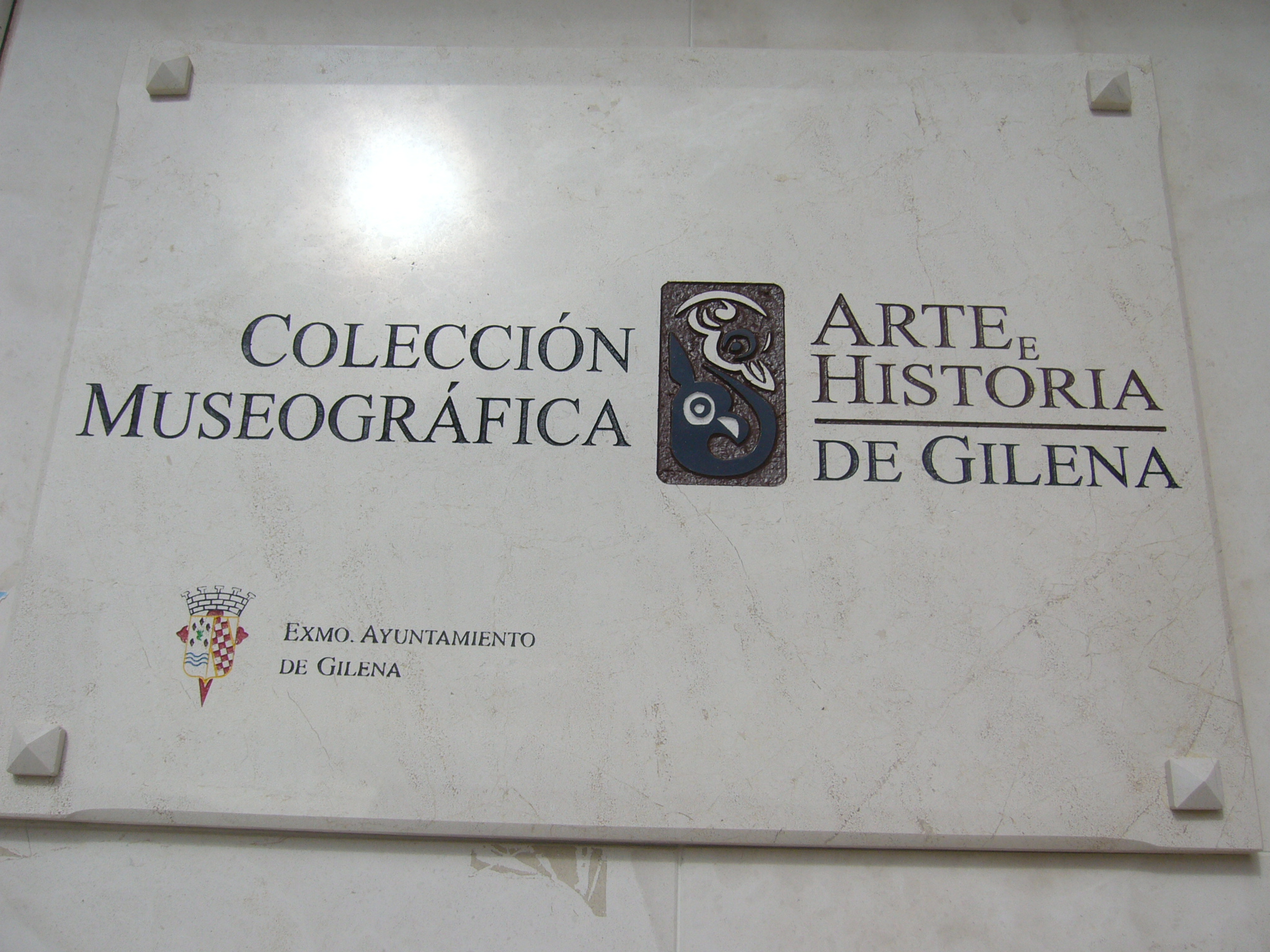

Alberga una exposición permanente dividida en dos áreas, una destinada a explicar de manera didáctica la obra artística del pintor local Francisco Maireles Vela, y otra, a recoger la evolución histórica-cultural de la localidad desde la Prehistoria hasta la sociedad visigoda.
El inicio de las colecciones que constituyen el CMAHG se debe a las iniciativas de Lucas A. Maireles Vela, hijo del pintor Maireles, y de la propia Asociación Amigos del Museo Yilyana.
Se constituye como una institución para salvaguardar del patrimonio mueble y de la memoria histórica de la localidad.
Pretende promover el conocimiento, el acceso y la formación del público en relación con el arte contemporáneo a través de la comprensión de la obra de Maireles.
La visita de esta sala debe completarse con una visita detallada a la iglesia parroquial del pueblo, donde las obras religiosas de dicho artista se encuentran perfectamente ubicadas en su contexto original.
Trata de recoger los aspectos históricos, culturales y patrimoniales de la villa, y su término municipal, desde la Edad del Cobre hasta la llegada de los bizantinos y visigodos.
La visita a esta sala debe completarse con una visita a los distintos yacimientos arqueológicos del término, verdaderos museos de la localidad

## Historia
Fue el concejal de cultura Miguel Ángel López Pardo, licenciado en Historia por la Universidad de Sevilla, quien tuvo la primera idea de reunir en Gilena el patrimonio que a partir de los años 80 comenzó a florecer en numerosos yacimientos; como las “Cuevas de Antoniana” o el “Cortijo de Aparicio el Grande”, entre otros.
Así, en los años 90, el tema de dotar al pueblo de un museo saltó como elemento de disputas políticas y promesas electorales que ha perdurado hasta el día de si inauguración.

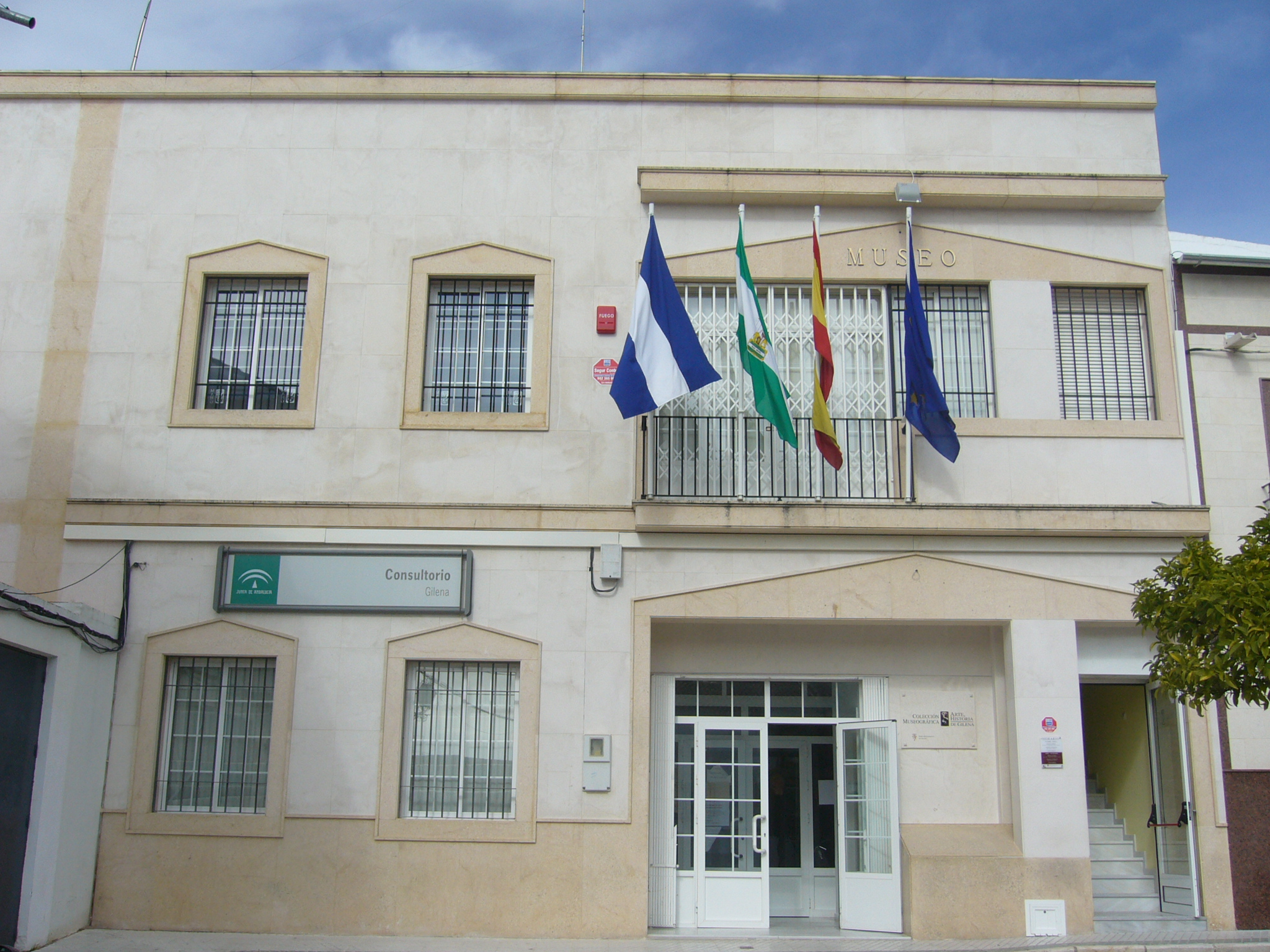

Pero a la vez, a principios de los años 90, a raíz de una exposición en Gilena del pintor local Francisco Maireles Vela, Doctor en Bellas Artes y profesor Emérito de la Universidad de Sevilla; se compromete a que parte de su obra quede para siempre en su localidad natal, por lo que el Ayuntamiento de Gilena empieza a elaborar un proyecto para la creación de una institución que cumpliera el deseo de Maireles.
Pero por el largo proceso burocrático que conllevaba un museo o una colección museográfica de piezas arqueológicas; y por el contrario, ya que la colección pictórica era privada, la facilidad de desarrollar un proyecto para una exposición artística; la idea del pintor adquiere prioridad y los trabajos para su difusión comenzaron pocos años después.
Pero los trabajos con los restos arqueológico no cesaron y en los primeros años del nuevo siglo se idea la posibilidad de crear una exposición que reúna ambas áreas.
De esta manera, el Ayuntamiento de Gilena incorpora en su personal la figura de un museólogo y conservador, que dirija los pasos del nuevo proyecto, como un Plan Museístico. 
El 17.X.2008, mediante acuerdo plenario se aprueba la norma de acción que dé comienzo al proceso. Un año después aproximadamente, el 25.XI.2009 la institución como Colección Museográfica, recibe la notificación oficial de que se encuentra dentro del Registro Andaluz de Museos y Colecciones Museográficas, cumpliendo la normativa 8/2007; y cuya publicación en el BOJA será el próximo mes de marzo de 2010.
Finalmente, el 7 de diciembre de 2009, quedaba inaugurada la Colección Museográfica de Arte e Historia de Gilena.
La financiación de la institución cuenta con fondos NERA, FEDER, Diputación de Sevilla, Mancomunidad y de colaboración con Talleres de Empleo. Además cuenta con una subvención procedente de la Junta de Andalucía de unos 10.000.000€ y un presupuesto de unos 33.000.000€ por parte del Ayuntamiento local. Con esto, hace un par de años, el gobierno municipal adquirió unos terrenos donde se encontraban los restos de una casería del siglo XVII y con un antiguo molino harinero del siglo XVI.
Este proyecto, consta por supuesto de la restauración de los elementos originales y con la adaptación de un nuevo edificio que permita ejecutar las funciones propias de un Museo y deje de ser una Colección Museográfica; así, sobre los planos del nuevo edificio podemos ver una biblioteca que contará con los medios para la investigación, se trasladará el archivo histórico desde la Casa Consistorial, dos almacenes, tres salas expositivas, una para la exposición permanente, otra para exposiciones temporales y una tercera donde se realizaran proyecciones; además cuenta con un aula para actividades didácticas, un taller de restauración y un espacio en el exterior para exposiciones que así lo permitan.

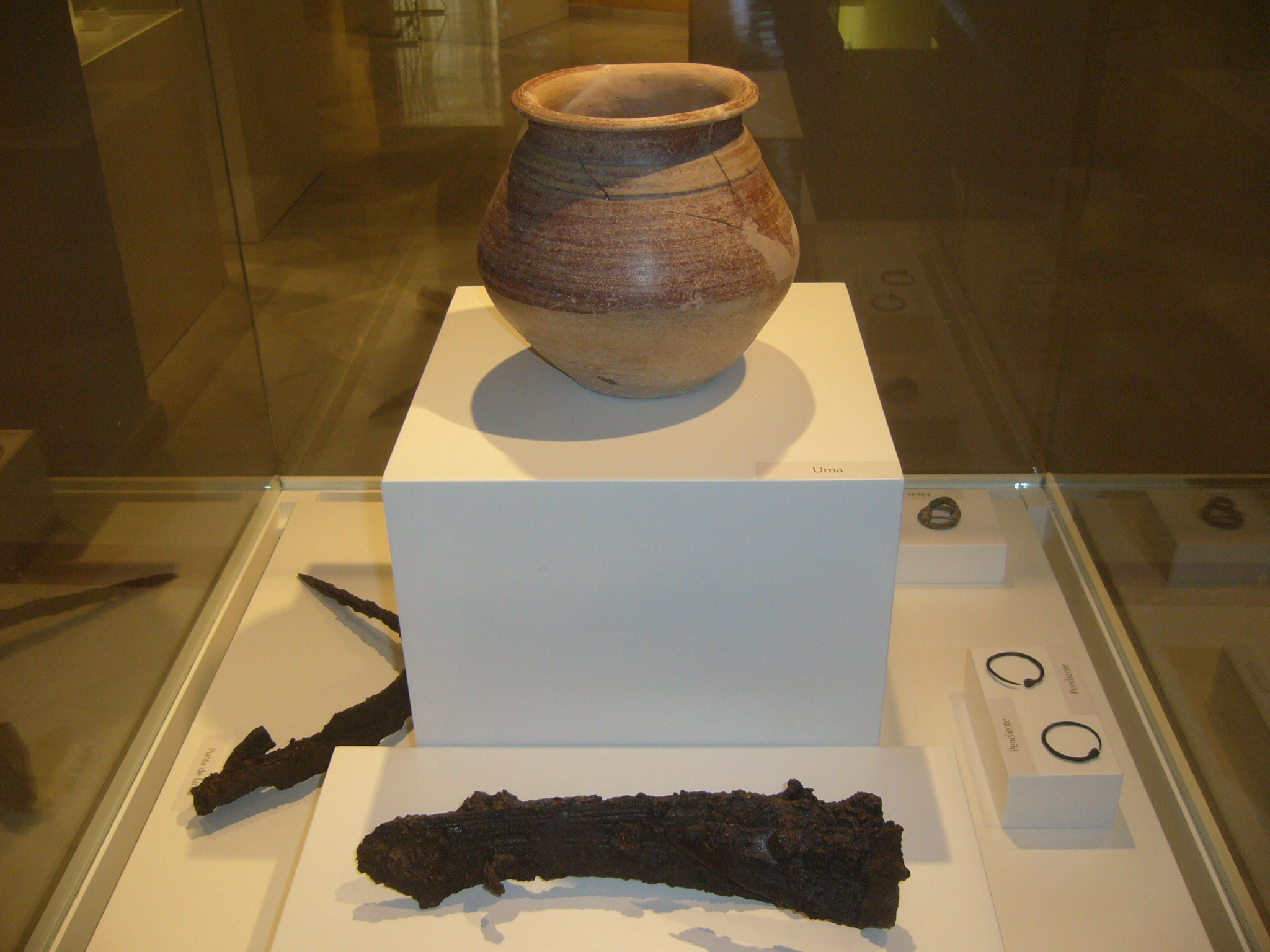

En la actualidad, la Colección Museográfica de Gilena se encuentra en el edificio que en un primer momento se construyó para la exposición de los cuadros del pintor Maireles, y además en estos momentos, toda la planta baja del mismo edificio por circunstancias de emergencia, hace unos años se trasladó el ambulatorio local, con lo que se ideó lo de adquirir un nuevo edificio, aún mayor. 
Así, en estos momentos por la falta de espacio, la institución se encuentra repartida en diferentes edificios; las salas de exposiciones permanente y temporal, los fondos y la oficina se encuentran en el edificio propio para la colección, con 245.07 m². Además también cuenta con varias salas para conferencias y exposiciones en el Centro de Empresas Local y otra oficina vinculada al archivo histórico municipal, ambos espacios en el ayuntamiento. Con lo que hablamos de un total de 435.53 m².
Según las propias palabras del Director, las expectativas de la institución es que cuando esté en marcha el nuevo edificio y pueda cumplir las necesidades y requisitos propias de un museo, ésta adquiera el nuevo rango.
Pero con la mirada puesta a lo que se denomina "eco-museo", un concepto que proviene de los países nórdicos y que busca como objetivo la "musealización del territorio", es decir; que todo se puede musealizar de una manera dinámica y didáctica.
En definitiva, Gilena se suma a la cada vez mayor lista de pequeñas localidades que quieren un proyecto que sea atractivo promocionando y protegiendo la cultural local, y atractivo económicamente, poniendo en valor un patrimonio propio y salvándolo así de su destrucción.